# Bulbostylis eriophora
Bulbostylis eriophora là một loài thực vật có hoa trong họ Cói. Loài này được (Steud.) H.Pfeiff. mô tả khoa học đầu tiên năm 1943.